# 大叶紫珠
大叶紫珠（学名：Callicarpa macrophylla）是唇形科紫珠属的植物。分布在孟加拉、尼泊尔、不丹、泰国、印度尼西亚、马来西亚、锡金、缅甸、马斯克林群岛、越南、印度以及中国大陆的广东、贵州、广西、云南等地，生长于海拔100米至2,000米的地区，多生于疏林下及灌丛中，目前尚未由人工引种栽培。

## 别名
羊耳朵、止血草（云南） 赶风紫、贼子叶（广东、广西）